# قرخ‌بلاغ (شکی)
قرخ‌بلاغ (به لاتین: Qırxbulaq) یک منطقه مسکونی در جمهوری آذربایجان است که در شهرستان شکی واقع شده است. قرخ‌بلاغ ۴۳۵ نفر جمعیت دارد.